# Lundersæter
Lundersæter  is een klein dorp in fylke Innlandet in het oosten van Noorwegen. Het dorp ligt zo'n 10 kilometer van de Zweedse grens en maakt deel uit van de gemeente Kongsvinger.
Lundersæter ligt in Finnskogen. Het heeft een lagere school en een kerkje uit 1868. Het vervult een streekfunctie voor het noordoostelijke deel van de gemeente. 